# Alcadozo
Alcadozo és un municipi de la província d'Albacete, que es troba a 42 km de la capital de la província. Limita amb Peñas de San Pedro, Casas de Lázaro, Ayna, Liétor, Pozohondo i Peñascosa. Va ser creat com entitat municipal al febrer de 1847. A Alcadozo pertanyen les pedanies de Casasola, Fuente del Pino, La Herrería, La Molata, El Molinar i Santa Ana. Té un Col·legi Rural Agrupat que també inclou les localitats de Peñas de San Pedro i Ayna. El mateix edifici alberga una escola de música i la biblioteca pública.

## Administració
| Període      | Nom de l'alcalde/-essa | Partit polític | Data de possessió |
| ------------ | ---------------------- | -------------- | ----------------- |
| 1979 - 1983  |                        |                | 19/04/1979        |
| 1983 - 1987  |                        |                | 28/05/1983        |
| 1987 - 1991  |                        |                | 30/06/1987        |
| 1991 - 1995  | Juan Martínez Díaz     | PSOE           | 15/06/1991        |
| 1995 - 1999  | Juan Martínez Díaz     | PSOE           | 17/06/1995        |
| 1999 - 2003  | Juan Martínez Díaz     | PSOE           | 03/07/1999        |
| 2003 - 2007  | Juan Martínez Díaz     | PSOE           | 14/06/2003        |
| 2007 - 2011  | Angel Alfaro Sancho    | PP             | 16/06/2007        |
| 2011 - 2015  | n/d                    | n/d            | 11/06/2011        |
| 2015 - 2019  | n/d                    | n/d            | 13/06/2015        |
| 2019 - 2023  | n/d                    | n/d            | 15/06/2019        |
| Des del 2023 | n/d                    | n/d            | 17/06/2023        |